# Capitano (sport)

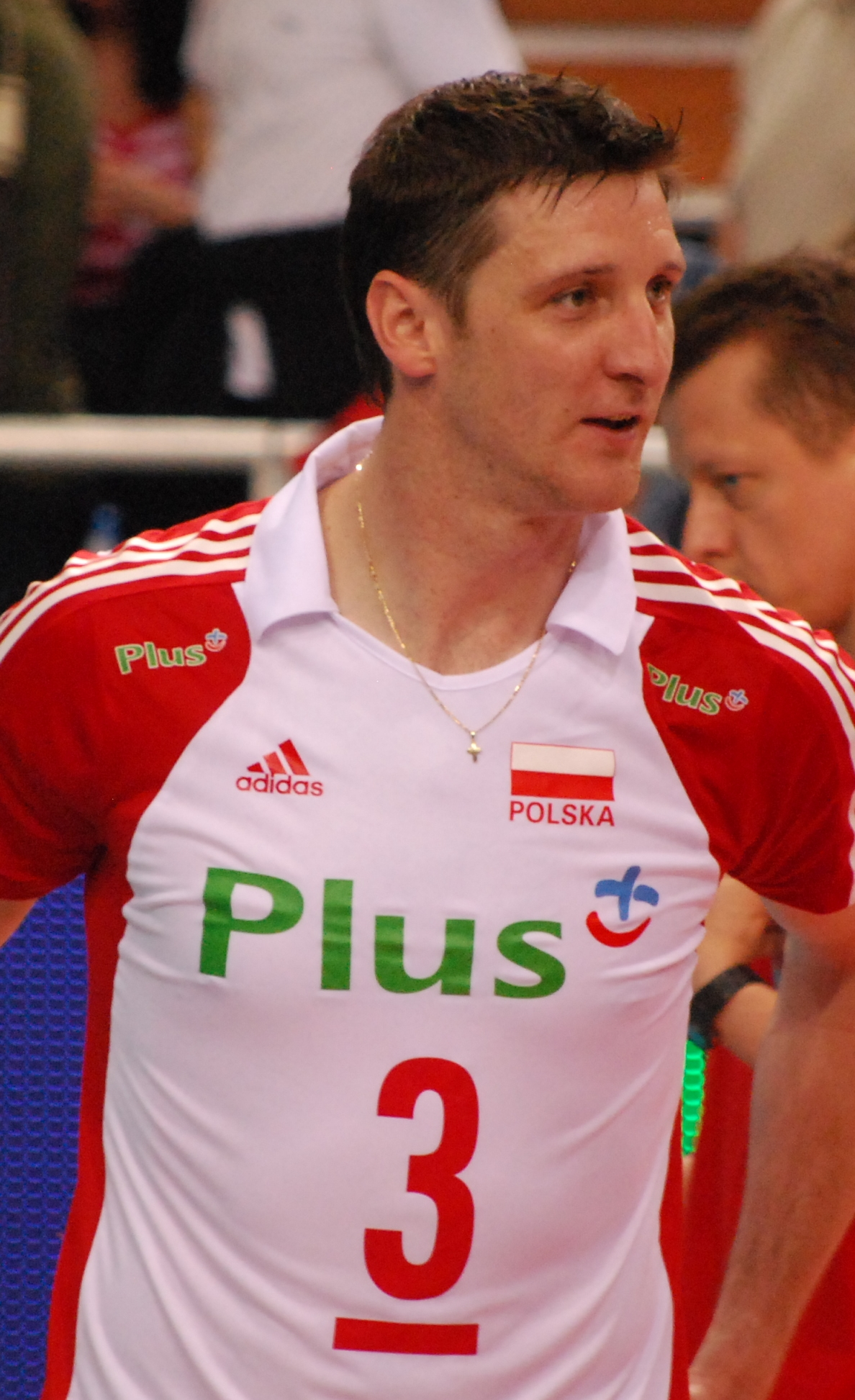
Il pallavolista polacco Piotr Gruszka: come capitano della sua nazionale, porta un nastro di riconoscimento sotto al numero di maglia.

Il capitano è un atleta che, all'interno della squadra, ha una particolare regolamentazione sportiva e non.

## Definizione
Rispetto ai suoi compagni di squadra, il capitano deve essere facilmente riconoscibile dall'arbitro nel corso della gara: a tal fine, ha l'obbligo di indossare un simbolo o segno di riconoscimento che lo renda immediatamente individuabile. È spesso responsabile del comportamento dell'intero gruppo, mentre il regolamento gli conferisce la facoltà di poter discutere con l'arbitro circa le decisioni di quest'ultimo. Ha inoltre la funzione di rappresentare la squadra, anche all'infuori del campo. Gli è poi concesso, per esempio in assenza dell'allenatore, richiedere l'interruzione temporanea dell'incontro.
In caso di espulsione durante le partite, la sanzione irrogata al capitano può essere più lunga in ragione del suo ruolo di responsabile della squadra.

## Negli sport di squadra
Per una descrizione dettagliata, si invita a visionare le singole voci e i regolamenti delle relative discipline.

### Calcio
Nel calcio, il capitano non ha uno status differente rispetto agli altri calciatori ma ha il compito di presiedere ad ogni sorteggio della partita (calcio d'inizio, tempi supplementari e tiri di rigore). La fascia che ne facilita il riconoscimento va indossata sul braccio sinistro.

### Hockey su ghiaccio
Nell'hockey su ghiaccio, il capitano ha una C stampigliata sulla divisa. Gli eventuali capitani alternativi - per un massimo di due - devono riportare una A sulla tenuta da gioco: anche a loro è concessa la possibilità di discutere con l'arbitro.

### Cricket
Nel cricket il capitano si sostituisce, talvolta, all'allenatore decidendo lo schieramento in campo della formazione. È inoltre responsabile per la consegna delle liste prima della partita.

## Sport individuali
Anche discipline individuali, come il ciclismo e il tennis, inquadrano in determinati contesti un capitano.

### Ciclismo
All'interno di una squadra, è definito "capitano" il corridore che punta alla vittoria finale: i compagni di squadra, cosiddetti gregari, compiono le azioni stabilite (scatto, fuga, inseguimento, rallentamento) per aiutarlo a raggiungere l'obiettivo.

### Tennis
Nelle competizioni per nazionali (come la Coppa Davis per uomini e la Federation Cup per donne), ciascuna squadra nomina un capitano. Esso può rimanere a bordo campo per dare istruzioni tecniche (funzione assimilabile a quella dell'allenatore) o eventualmente scendere in campo per giocare.